# Dorcadion pseudolugubre
Dorcadion pseudolugubre là một loài bọ cánh cứng trong họ Cerambycidae.